# Bou Saâda
Bou Saâda oder Bou Saada (arabisch بو سعادة, DMG Bū S‘ādah) ist eine Stadt in der Provinz M'Sila im Norden von Algerien mit 111.787 Einwohnern (Stand: 2008). Sie liegt 245 km südlich von Algier. Bou Saâda ist über die Straße gut mit anderen städtischen Zentren verbunden. M'Sila liegt 70 km nordöstlich, Biskra 175 km östlich, Bordj Bou Arreridj 130 km nordöstlich und Djelfa 120 km südwestlich.

## Klima
Laut der Klimaklassifikation nach Köppen und Geiger herrscht in Bou Saâda ein kaltes Wüstenklima (BWk). Die jährliche Durchschnittstemperatur beträgt 15,2 Grad Celsius. Jährlich fallen etwa 212 mm Niederschlag.

## Geschichte
Unter dem Namen Arena war die Stadt Sitz eines Bistums in der römischen Provinz Mauretania Caesariensis, heute ein katholischer Titularsitz.

## Bevölkerungsentwicklung
| Zensusjahr | Einwohnerzahl |
| ---------- | ------------- |
| 1977       | 46.760        |
| 1987       | 66.688        |
| 1998       | 99.766        |
| 2008       | 111.787       |

## Wirtschaft
Bou Saada ist traditionell ein wichtiger Marktplatz für die Herstellung und den Verkauf von Schmuck, Metallarbeiten, Teppichen und Bousaadi-Messern. In der Stadt gibt es auch eine Textilfabrik. Auch in der Neuzeit ist Bou Saâda ein wichtiger Handelsposten für Nomaden. Im Winter gibt es auch einen gewissen nationalen Tourismus. Bou Saâda hat zwei Viertel, die alte Medina (ksar) innerhalb der Stadtmauern mit gewölbten Gassen und die von den Franzosen gebaute Stadt im Süden. Die Stadt ist von ausgedehnten Dattelhainen umgeben.